# 2838 Takase
A 2838 Takase (ideiglenes jelöléssel 1971 UM1) a Naprendszer kisbolygóövében található aszteroida. Luboš Kohoutek fedezte fel 1971. október 26-án.